# Eisenkappel-Vellach

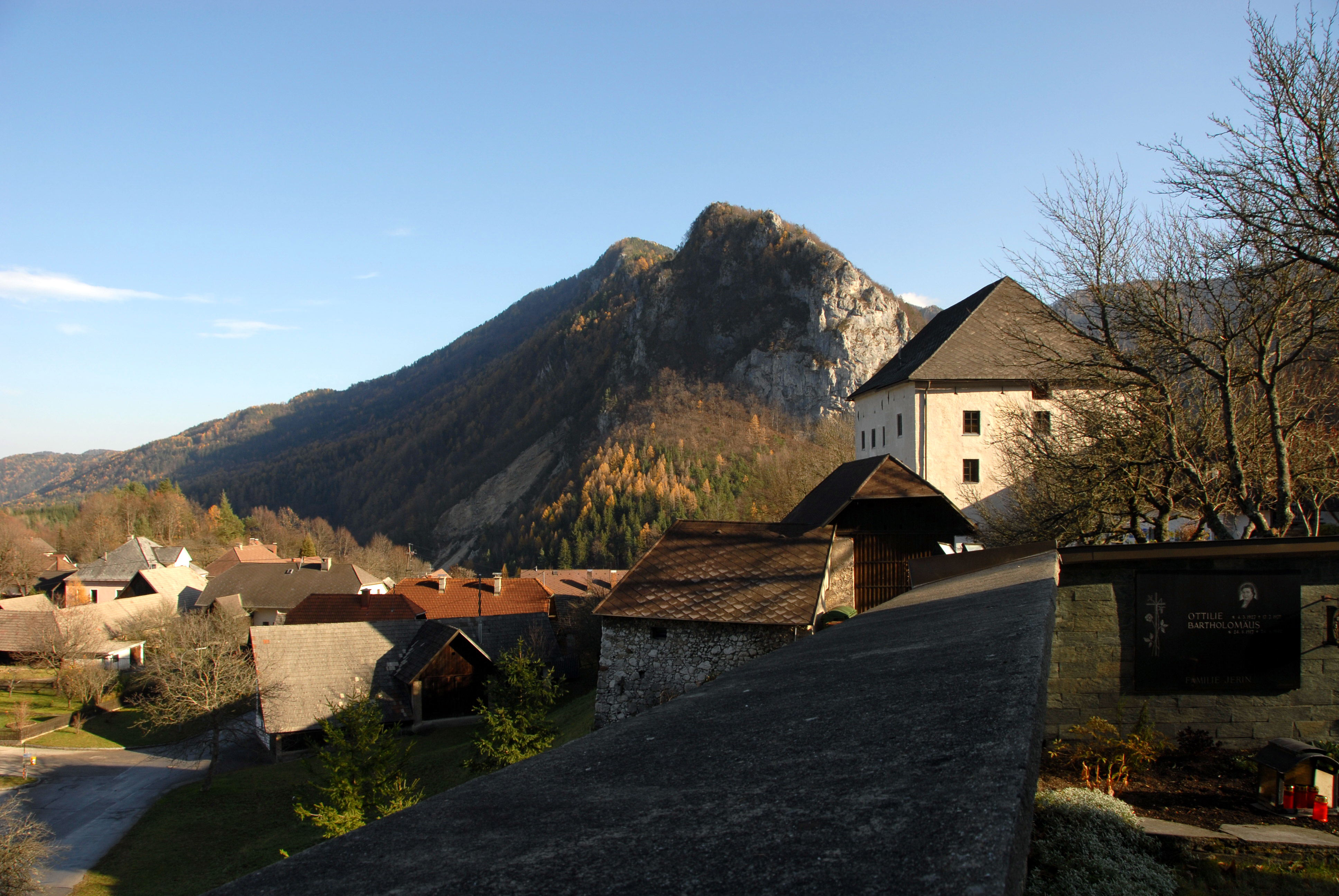
Hrad Rechberg

Eisenkappel-Vellach  (slovinsky Železna Kapla-Bela), často jen jednoduše Eisenkappel, je tržní obec (městys) v rakouské spolkové zemi Korutany, jihovýchodně od Klagenfurtu, v okresu Völkermarkt. V obci bydlí asi 2400 obyvatel (2016). Na území obce se nachází nejjižnější bod Rakouska.
Hlavní část obce, Bad Eisenkappel, je administrativní centrum tržního městečka a nese, jako jediné místo v Rakousku, zároveň označení lázeňské místo a zároveň klimatické lázně.

## Geografie

### Poloha obce
Oblast se rozkládá v horní části údolí řeky Vellach, na úpatí hlavního hřebene pohoří východní Karavanky, v blízkosti hranice se Slovinskem. Eisenkappel-Vellach má dva hraniční přechody na Slovinsko, a to Seebergsattel (Jezersko) a Paulitschsattel (Pavlicevo sedlo).

### Části obce
Obec je tvořena jedenácti katastrálními územími:
Bad Vellach (Bela), Blasnitzen (Spodnja Plaznica), Ebriach (Obirsko), Eisenkappel (Železna Kapla), Koprein Petzen (Pod Peco), Koprein Sonnseite (Koprivna), Leppen (Lepena), Lobnig (Lobnik), Rechberg (Reberca), Remschenig (Remšenik) a Trögern (Korte).
Obec se skládá z následujících 14 částí (v závorce používané slovinské varianty) (počet obyvatel k lednu 2015):
| - Bad Eisenkappel (Železna Kapla) (902) - Blasnitzen (Spodnja Plaznica) (66) - Ebriach (Obirsko) (318) - Koprein Petzen (Pod Peco) (11) - Koprein Sonnseite (Koprivna) (33) - Leppen (Lepena) (167) | - Lobnig (Lobnik) (128) - Rechberg (Rebrca) (138) - Remschenig (Remšenik) (60) - Trögern (Korte) (26) - Unterort (Podkraj) (40) - Vellach (Bela) (376) - Weißenbach (Bela) (5) - Zauchen (Suha) (139) |

## Obyvatelstvo
Podle statistiky z roku 2001 měl tržní městys Eisenkappel-Vellach 2 710 obyvatel, z nichž 95,2 % byli občané Rakouska a 1,8 % občané Bosny. Celkem 57 % patří k německy mluvícímu obyvatelstvu a 37,6 % obyvatel jsou korutanští Slovinci.

## Náboženství
Celkem 91,1 % populace se hlásí k římským katolíkům, k evangelíkům a k islámu 1,9 % k islámu. Bez vyznání je 4,1 % (stav ze sčítání v roce 2001).

### Budovy
- Farní kostel v Eisenkappel
- Pozdně gotický poutní kostel Maria Dorn s terasovytým hřbitovem
- Zámek Hagenegg s renesančním a barokním traktem (hrabata Thurn-Valsassinové)
- komenda Rechberg
- ruiny hradu Rechberg, které se nachází za kostelem na kopci
- ruiny opevnění Türkenschanze

## Politika

### Obecní rada
Obecní rada má 19 členů a je strukturována po komunálních volbách v roce 2015 takto:
- Enotna Lista - 8
- Sociálnědemokratická strana Rakouska - 8
- Rakouská lidová strana - 2
- Svobodná strana Rakouska - 1

Starostou je Franz Josef Smrtnik.

## Významní rodáci
- Maja Haderlapová, rakouská prozaička slovinského původu